# Seznam alžirskih pisateljev
Seznam alžirskih pisateljev.

## A
Abdelouahab Aissaoui

## B
Rashid Boudjedra - Mourad Bourboune -

## D
Kamel Daoud - Mohammed Dib - Tahar Djaout - Assia Djebar - Rabia Djelti -

## F
Mouloud Feraoun -

## K
Yasmina Khadra -

## S
Boualem Sansal -

## Y
Kateb Yacine -